# هيلين مارتيني
هيلين مارتيني (بالفرنسية: Hélène Martini)‏ هي مديرة مسرح ‏ فرنسية، ولدت في 6 أغسطس 1924 في بولندا، وتوفيت في 5 أغسطس 2017 في باريس في فرنسا بسبب مرض.